# Cerro do Castelo dos Moiros
O  Cerro do Castelo dos Moiros é um sítio arqueológico na freguesia de Sabóia, no Município de Odemira, na região do Alentejo, em Portugal.

## Descrição e história
O sítio arqueológico consiste num antigo povoado fortificado, situado no topo de uma colina com cerca de 30 m de altura, integrada no vale da Ribeira da Telhares, que corre pelo lado ocidental. Este local encontra-se entre a via férrea e a Estrada Nacional 266, a cerca de 1,4 Km da aldeia de Sabóia, no sentido Sudeste. A colina está dividida em três plataformas, sendo a central mais baixa, enquanto que a Sul é a mais elevada. O cerro oferecia algumas condições naturais de defesa, sendo protegido por uma ravina no lado Sul, a ribeira de Vale de Telhares a Oeste, e uma outra linha de água que passa a Leste e Norte antes de desembocar na ribeira. Possibilitava igualmente um bom domínio visual para Norte e para Sul, permitindo controlar o vale. Estas defesas naturais eram complementadas por muralhas, das quais foram encontrados alguns taludes na encosta ocidental. Em termos de espólio, foram descobertos alguns materiais cerâmicos na plataforma Sul, incluindo telhas, e parte de um dólio que foi fabricado em torno, e de uma ânfora.
A alguma distância do sítio arqueológico, no sentido Sul, foram descobertos os vestígios de dois núcleos populacionais do período islâmico, conhecidos como Curralões e Cerro da Águia.
O local terá sido habitado em três períodos históricos, primeiro durante a Idade do Ferro, depois durante a domínio romano, e finalmente na Idade Média. Foi alvo de trabalhos arqueológicos em 1998, no âmbito do programa PNTA/98 - Proto-História do Médio e Baixo Vale do Mira - A Arqueologia do Rio, e em 2002, como parte do acompanhamento das obras na Linha férrea do Sul.